# Центр Карла Великого
Центр Карла Великого (фр. Centre Charlemagne) — так официально, на французский манер, называется новый историко-краеведческий музей города Ахен (Северный Рейн-Вестфалия, Германия). Музей получил название в честь самой известной исторической личности, — императора Карла Великого, стоявшего у истоков города. Музей открыт в административном здании в центре города по адресу Катчхоф 1, построенном в 1958—1962 годах архитектором Герхардом Гаубнером, а позже объявленном памятником архитектуры. Музей открыт 19 июня 2014 года. До этого времени, с 1961 по 2010 год городской музей размещался в исторической крепости Франкенберг, а затем экспонаты музея хранились в отдельном складском помещении.

## Музей
В настоящее время Музей Карла Великого является центральным пунктом городского туристско-экскурсионного «маршрута Карла Великого», охватывающего наиболее примечательные с точки зрения истории, культуры, искусства и архитектуры объекты Ахена. Новый музей находится под патронатом «Музейного союза Ахена», опекающего городские музеи и материально их поддерживающего.
Площадь постоянной музейной экспозиции составляет примерно 800 м² и ещё 200 м² для временных экспозиций. Кроме этого, в музее функционируют дискуссионный зал и зал заседаний, музейной педагогики и кафе. Все помещения и залы оформлены по последнему слову моды и техники. Обе выставочные площади обставлены форме треугольников, что весьма характерно для старинной планировки центральной части города Ахен. Именно так проектировался город в годы жизни Карла Великого, в соответствии с новыми архитектурными принципами христианско-каролингского представления об устройстве города, в основе которого лежало устремление на восток, к Святой земле.
Постоянная экспозиция разделена на 6 тем:
- Поселение у горячих источников. V-VII века до Рождества Христова.
- Королевский дворец и Церковь Девы Марии. VIII—IX века.
- Город коронований. X—XVI века.
- Барокко и город-курорт. XVII—XVIII века.
- Город промышленности и модерна. C XIX века.
- От фронтового города к новому городу Центра Европы. XX—XXI века.

### Временные экспозиции
Временные экспозиции меняются дважды в год. Со дня открытия и по сентябрь 2014 года в городе открыты три экспозиции: в самом музее — «Искусство Карла», в сокровищнице собора — «Потерянные сокровища» и в ратуше — «Места власти». Над этими тремя выставками приняли официальное покровительство высшие руководители трёх ведущих западно-европейских государств: с французской стороны — Франсуа Олланд, от Италии — Джорджо Наполитано и от Германии — Йоахим Гаук, который 19 июня 2014 года от лица всех указанных лиц открыл новый музей и временные городские экспозиции. Выставка «Искусство Карла» посвящена 1200-летию со времени смерти Карла Великого и на ней показываются ценные художественные изделия из слоновой кости, филигранное искусство ювелиров, а также редкие рукописи. Среди 30 редчайгих экспонатов выставлены кубок для вина баварского герцога Тассилона III (предоставленный штифтом Кремсмюнстер из Австрии), монументальный рельеф «Борьба архангела Михаила с драконом» из Лейпцига, а также редкостные Евангелия, написанные летописцами придворной ахенской школе при жизни Карла Великого: Евангелие Годескалька (ныне хранится в Национальной библиотеке Франции в Париже) и Золотой кодекс из Лорша Музея Виктории и Альберта в Лондоне.